# Новосибирский механический завод «Искра»
Новосибирский механический завод «Искра» — российская производственная компания, специализирующаяся на выпуске средств взрывания для горнорудной и угольной промышленности, геофизической разведки полезных ископаемых, взрывных работ на строительных объектах, а также капсюлей-воспламенителей и охотничьих и спортивных патронов. Офис и производственные площади предприятия расположены в г. Новосибирск.
Предприятие является одним из ведущих экспортеров Новосибирской области в страны ближнего и дальнего зарубежья.
Входит в состав холдинга «Технодинамика» госкорпорации «Ростех».
Полное название на русском языке — АО «Новосибирский механический завод „Искра“», сокращенное название на русском языке — АО "НМЗ «Искра». Полное название на английском языке — JSC "Novosibirsk Mechanical Plant «Iskra».
Продукция предприятия имеет сертификат соответствия европейскому стандарту ВАМ (Германия) и допущена к применению в странах Европейского Союза, поставляется горнодобывающим предприятиям РФ, Армении, Белоруссии, Казахстана, Кыргызстана, Монголии, Финляндии, Швейцарии.

## История
Завод создан в 1942 году как оборонное предприятие пиротехнического профиля. Первая продукция завода — осколочные гранаты, изготовленные ручным способом, ручные гранаты, тротиловые шашки для мин, тетриловые детонаторы, а также запасные части для тракторов.
В 1955 году предприятие, специализировавшееся на выпуске нескольких видов военной продукции, превратилось в широкопрофильный механический завод. Расширился ассортимент гражданской продукции, внедрена поточная линия по изготовлению охотничьих патронов. С середины 60-х годов на предприятии освоен выпуск детонирующего шнура — устройства для передачи на расстояние инициирующего импульса для возбуждения детонации в зарядах взрывчатых веществ.
В 1965 году завод получил государственное задание на освоение нового перспективного изделия — детонирующего шнура. Наряду с этим, ведется освоение производства электродетонаторов и производства пиротехнических резаков для авиакосмических аппаратов.
В 1971 году предприятием налажено сотрудничество с 16 научно-исследовательскими учреждениями европейской части страны и сибирского региона. Начато производство капсюлей-воспламенителей.
1980 год — Начат выпуск термостойкого шнура для использования в нефтегазодобычи и морозостойкого шнура для районов Крайнего Севера.
1984 год — Введен комплекс по производству новых детонирующих шнуров в полиэтиленовой оболочке. Это производство стало одним из лучших в отрасли по уровню механизации и автоматизации производственных процессов и выводу рабочих из опасных зон.
2007 год — Приобретено оборудование RAMBA (Италия) по снаряжению охотничьих и спортивных патронов.
2009 год — Пройдена сертификация ISO-9001.
2010 год — Вступление в международную ассоциацию по обеспечению безопасности при работе со взрывными материалами SAFEX. Запуск в эксплуатацию автоматической ротационной линии для снаряжения замедлителей капсюлей-детонаторов. Пройдена сертификация основной продукции в соответствии с требованиями Европейского Союза.
2011 год — Первая поставка продукции в страны Европейского Союза (Intexler, Эстония). Запуск в эксплуатацию современной автоматизированной линии изготовления ударно-волновой трубки.
2013 год — Запуск автоматической линии сборки неэлектрических систем инициирования. Запуск усовершенствованной автоматической ротационной линии для снаряжения замедлителей капсюлей-детонаторов. Запуск многопозиционных прессов для изготовления алюминиевой гильзы и втулки. Пройдена сертификация непредохранительных электродетонаторов на соответствие требованиям Европейского Союза.
2014 год — Пройдена проверка на соответствие условий производства требованиям ЕС (ВАМ) и сертификация нового детонирующего шнура с большой навеской (80г/м).
2015 год — Проведены опытные испытания в производственных условиях электронных детонаторов. Налажены поставки продукции для сборочных производств ТОО «ИСКРА-СЕРВИС» (Казахстан) и ООО «АПАРАЖ» (Армения). Презентация продукции предприятия на конференции европейской ассоциации инженеров-взрывников EFEE-2015. Проведены опытные испытания в производственных условиях подземных выработок на рудниках парашютов для промежуточных детонаторов и детонирующих шнуров высокой мощности. Проведены опытные испытания детонирующих шнуров высокой мощности в Ханты-Мансийске и на Чукотке. Начало поставки охотпатронов в Казахстан. Расширен рынок сбыта электронного инициирующего устройства на основе волновода и капсюля-детонатора с электронным замедлением для использования при взрывных работах на земной поверхности, а также в подземных рудниках и шахтах, не опасных по газу или пыли ИСКРА —Т.
2016 год — Начато серийное производство детонирующих шнуров высокой мощности. Увеличены поставки охотпатронов в Казахстан. Презентация возможностей применения детонирующего шнура высокой мощности и другой продукции завода при тушении лесных пожаров. Запуск серийного производства электронного инициирующего устройства на основе волновода и капсюля-детонатора с электронным замедлением для использования при взрывных работах на земной поверхности, а также в подземных рудниках и шахтах, не опасных по газу или пыли ИСКРА —Т.
2017 год — Запуск серийного производства новой линейки продукции — спортивных патронов «Premium» («Premium-Sport», «Premium-Sporting») и охотничьих патронов «Premium» с пластмассовой гильзой к огнестрельному гладкоствольному оружию калибра 12/70.
2018 год — Введена в эксплуатацию новая автоматическая линия по производству ударно-волновой трубки.
2019 год — Запуск третьей ротационной установки по снаряжению элементов замедлителей производительностью 9 000 штук в смену. Её принципиальные отличия — новейший интерфейс управления и повышенный класс безопасности, увеличение объёма производства капсюлей-детонаторов, повышение точности времени замедления и снижение трудоемкости. В 2019 году предприятием заключены контракты с новыми потребителями из Таджикистана, Чешской республики и Швейцарии на общую сумму свыше 350 млн рублей.

## Санкции
23 февраля 2024 года предприятие включено в блокирующий санкционный список США против компаний оборонного сектора. Власти страны отмечали что завод производит «боеприпасы, взрывчатые вещества и другие специализированные компоненты для оборонно-промышленного комплекса России с целью поддержки его незаконной войны против Украины». Ранее, в мае 2023 года, завод попал под санкции Украины.

## Продукция
- средства инициирования:
- неэлектрические системы инициирования «ИСКРА»,
- детонирующие шнуры различной мощности,
- электродетонаторы,
- детонаторы промежуточные,
- неэлектрические системы инициирования с электронным замедлением,
- система радиовзрывания,
- пусковые устройства,
- соединители,
- пиротехнические реле,
- система огневого взрывания,
- распылительное устройство с блокировкой взрывной сети,
- заряд мягкого взрывания,
- капсюли-воспламенители,

## Финансовые результаты
По итогам 2012 года годовой оборот предприятия — 2 974 526 тыс. рублей.
По итогам 2013 года годовой оборот предприятия — 2 951 355 тыс. рублей.
По итогам 2014 года годовой оборот предприятия — 3 012 407 тыс. рублей.
По итогам 2015 года годовой оборот предприятия — 3 750 850 тыс. рублей.
По итогам 2016 года годовой оборот предприятия — 4 383 810 тыс. рублей.
По итогам 2017 года годовой оборот предприятия — 4 158 437 тыс. рублей.
По итогам 2018 года годовой оборот предприятия — 4 706 435 тыс. рублей.
По итогам 2019 года годовой оборот предприятия — 5 020 563 тыс. рублей
По итогам 2020 года годовой оборот предприятия — 5 014 964 тыс. рублей